# Institut für Vogelforschung „Vogelwarte Helgoland“

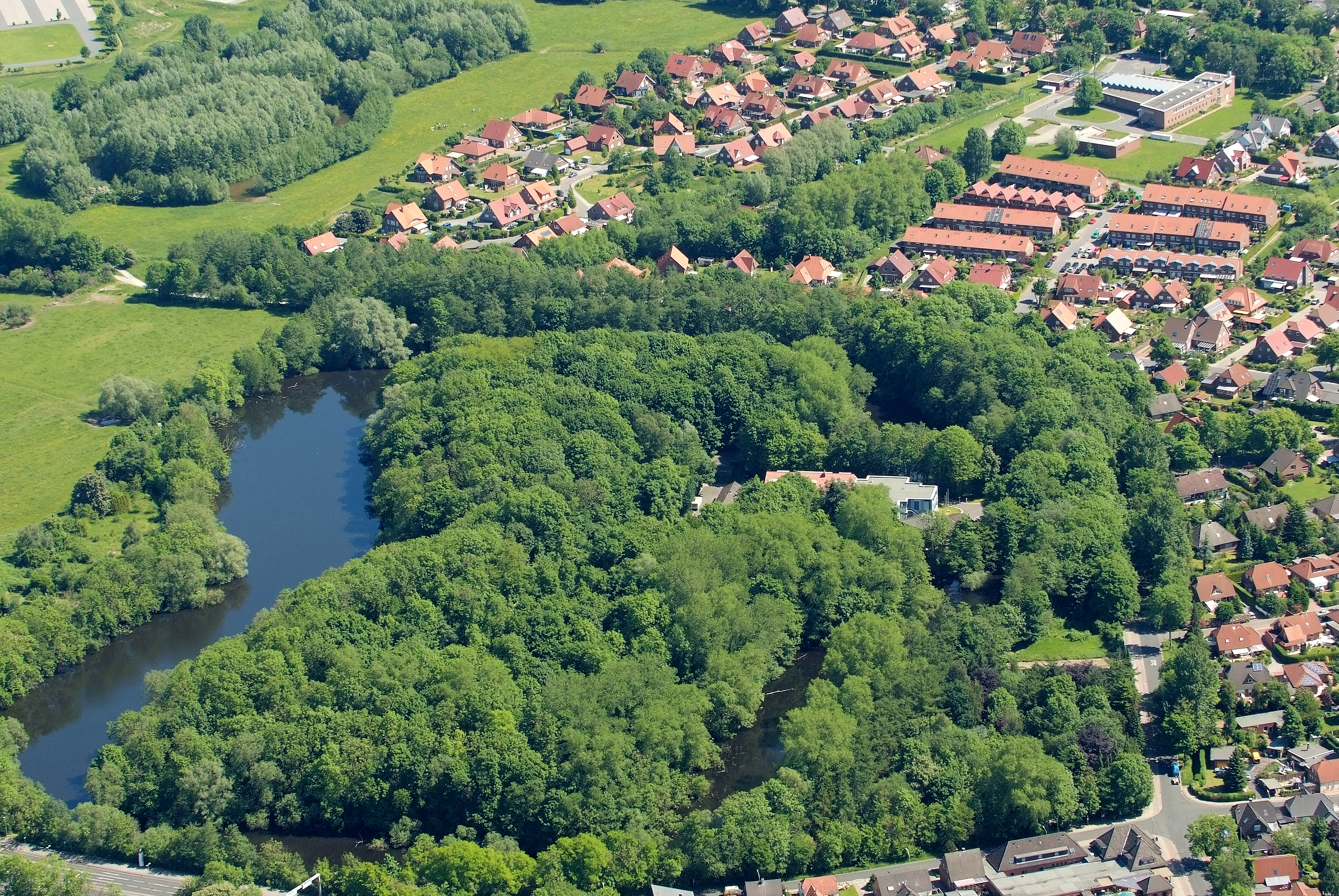
Das Fort Rüstersiel mit der Vogelwarte aus der Luft

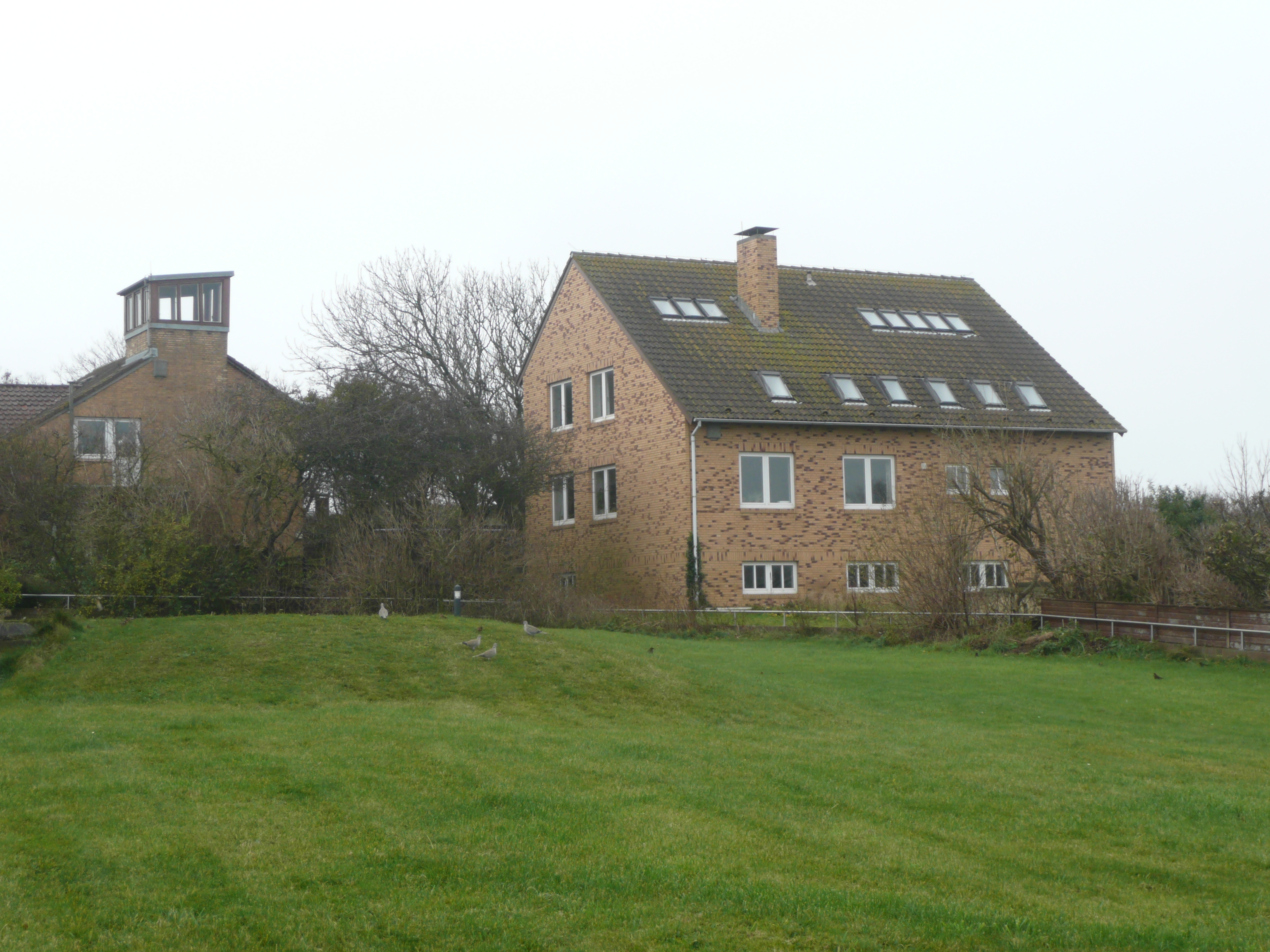
Vogelwarte Helgoland (Inselstation), Ansicht aus Südosten

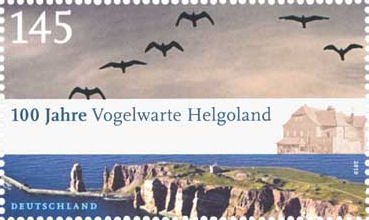
Briefmarke der Bundesrepublik Deutschland (2010)

Das Institut für Vogelforschung „Vogelwarte Helgoland“ (IfV) ist eine außeruniversitäre Forschungseinrichtung in Wilhelmshaven, die zum Niedersächsischen Ministerium für Wissenschaft und Kultur gehört. Das IfV ist gleichzeitig die für Nordwestdeutschland zuständige Beringungszentrale.

## Geschichte

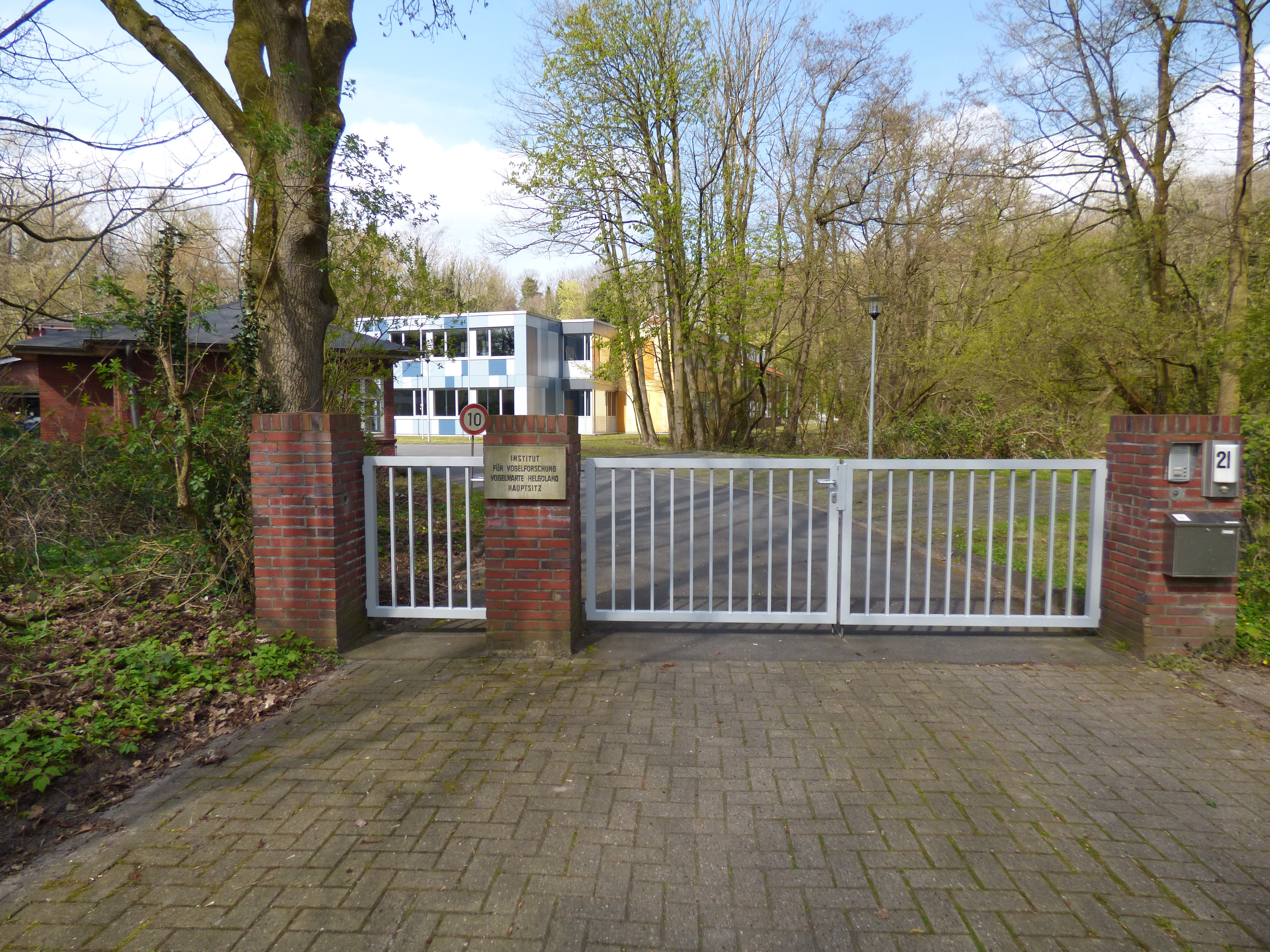
Vogelwarte Helgoland im Fort Rüstersiel in Wilhelmshaven

Die Vogelforschung auf Helgoland begann mit Heinrich Gätke. Er beobachtete, sammelte und dokumentierte die See- und Zugvögel auf der Insel. Er knüpfte Kontakte zu den bedeutenden Ornithologen seiner Zeit, und Helgoland entwickelte sich zum Zentrum der Vogelforschung. Gätke veröffentlichte seine während mehrerer Jahrzehnte gewonnenen Forschungsergebnisse 1891 in dem Buch Die Vogelwarte Helgoland. Etwa zur gleichen Zeit verkaufte er seine Vogelsammlung und wissenschaftliche Bibliothek an die Preußische Biologische Anstalt auf Helgoland. Gätke wurde unbewusst Schöpfer des Begriffs Vogelwarte und legte mit seiner Sammlung den Grundstein der späteren Vogelwarte Helgoland. Das Institut für Vogelforschung wurde am 1. April 1910 als Vogelwarte Helgoland innerhalb der Preußischen Biologischen Anstalt auf Helgoland gegründet. 1926 bezog es das ehemalige Stabsoffiziersgebäude, das durch die Entmilitarisierung der Insel leer stand. Sein Aufgabenschwerpunkt war die Erforschung des Vogelzugs auf der Insel. Nach der kriegsbedingten Räumung der Insel Helgoland erfolgte 1947 der Neubeginn des Instituts in Wilhelmshaven, dem heutigen Hauptsitz. Eine Außenstation des IfV wird seit März 1953 wieder auf dem Helgoländer Oberland betrieben (Lage). Scharhörn war von 1939 bis 1975 ebenfalls eine Außenstelle. Das Institut beschäftigt sich vorwiegend mit der ornithologischen Grundlagenforschung und den vielfältigen Beziehungen zwischen Vögeln und ihrer belebten und unbelebten Umwelt. Auch heute noch ist die Vogelzugforschung das Hauptthema der wissenschaftlichen Arbeit.

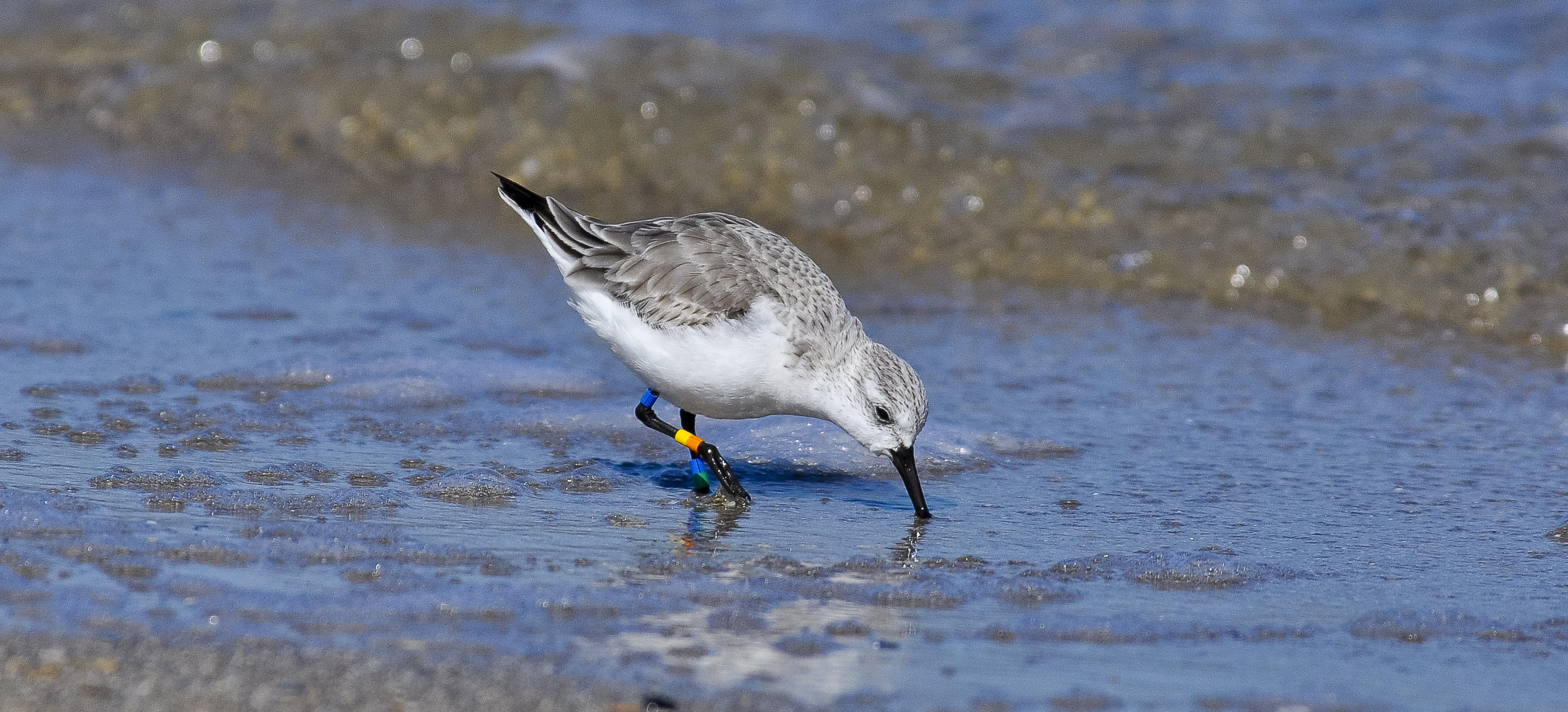
Farbberingter Sanderling (Calidris alba) auf Helgoland

 Eine weitere Außenstation des Instituts befindet sich auf der Nordseite des Banter Sees in Wilhelmshaven, wo seit den 1980er Jahren Untersuchungen an einer Flussseeschwalbenkolonie zur Populationsökologie und Physiologie dieser langlebigen Seevogelart durchgeführt werden.
Das IfV war zunächst in einer ehemaligen Marine-Signalstation an der ehemaligen 3. Einfahrt untergebracht. Seit dem März 1966 hat die Vogelwarte Helgoland ihren Hauptsitz in einem Neubau auf dem Gelände des ehemaligen Fort Rüstersiel im Wilhelmshavener Ortsteil Rüstersiel.
Anlässlich des 100. Jahrestages der Gründung der Vogelwarte wurde am 8. April 2010 das nebenstehend abgebildete Sonderpostwertzeichen herausgegeben. Der Entwurf stammt vom Designbüro Elsenbach & Fienbork in Hückeswagen. Der Mehrfarben-Offsetdruck erfolgte in der Bundesdruckerei Berlin.

## Leitung des Instituts
Seit der Gründung standen folgende Wissenschaftler dem Institut vor:
- 1910–1924: Hugo Weigold
- 1924–1958: Rudolf Drost
- 1958–1977: Friedrich Goethe
- 1977–1990: Jürgen Nicolai
- 1990–2020: Franz Bairlein
- seit 2020: Miriam Liedvogel